# Sam Sparro
Sam Sparro, właściwie Sam Falson (ur. 25 listopada 1982 w Sydney, Australia) – australijski piosenkarz, producent i autor tekstów. Jego sceniczny pseudonim powstał od imienia artysty oraz był inspirowany przez australijską radiową maskotkę Sammy'ego Sparrowa. Jest związany z angielską wytwórnią Island Records.

## Dyskografia

### Albumy
| 2008 | Sam Sparro         | 4 | 38 | 23 | 94 | 94 |
| 2012 | Return to Paradise | — | —  | 41 | —  | 35 |

### Single
| Rok  | Tytuł               | Pozycja | Pozycja  | Pozycja | Pozycja       | Pozycja   | Pozycja | Pozycja | Album      |
| Rok  | Tytuł               | [ 2 ]   | Irlandia | Włochy  | Nowa Zelandia | Australia | Turcja  |         | Album      |
| ---- | ------------------- | ------- | -------- | ------- | ------------- | --------- | ------- | ------- | ---------- |
| 2008 | "Black and Gold"    | 2       | 5        | 13      | 19            | 4         | 5       | 36      | Sam Sparro |
| 2008 | "21st Century Life" | 44      | -        | -       | -             | -         | -       | -       | Sam Sparro |

## Życie prywatne
Jest gejem. We wrześniu 2018 roku po wprowadzeniu w Australii małżeństw osób tej samej płci poślubił swojego partnera Zion'a Lennox'a.